# Quedius fulvicollis
Quedius fulvicollis – gatunek chrząszcza z rodziny kusakowatych i podrodziny kusaków.

## Taksonomia
Gatunek ten opisany został po raz pierwszy w 1833 roku przez Jamesa Francisa Stephensa pod nazwą Raphirus fulvicollis. Jako miejsce typowe wskazano Edynburg w Wielkiej Brytanii.

## Morfologia
Chrząszcz o wydłużonym ciele długości od 6 do 6,5 mm. Głowa jest okrągława, o ⅓ szersza niż dłuższa, smolistoczarna z brunatnożółtymi czułkami i głaszczkami. Czułki mają człon pierwszy krótszy niż dwa następne razem wzięte, człon trzeci nie dłuższy niż drugi, a człon przedostatni zauważalnie dłuższy niż szerszy. Oczy są duże, mocno uwypuklone. Przedplecze jest wypukłe, nieco szersze od głowy, słabiej zwężone ku przodowi niż u Q. nitipennis, jednolicie czerwonobrunatne do brunatnego, bądź też czarnobrunatne z rozjaśnionymi krawędziami. Na powierzchni tarczki obecne jest punktowanie. Pokrywy są ciemnobrunatnie ubarwione. Odnóża są brunatnożółte z goleniami tylnej, a czasem także środkowej pary na wewnętrznych brzegach czarnymi z metalicznym połyskiem. Odwłok jest smolistoczarny, mieniący się. Na przedzie trzech pierwszych tergitów odwłoka nie występują szarobrunatne plamki.

## Ekologia i występowanie
Owad ten zasiedla stanowiska wilgotne, zwłaszcza górskie lasy liściaste, ale też wilgotne lasy nizinne, torfowiska i pobrzeża wód. Bytuje wśród mchów, w ściółce i pod napływkami.
Gatunek holarktyczny. W Europie znany jest z Islandii, Wysp Owczych, Irlandii, Wielkiej Brytanii, Francji, Belgii, Holandii, Niemiec, Szwajcarii, Austrii, Danii, Szwecji, Norwegii, Finlandii, Łotwy, Litwy, Polski, Czech, Słowacji, Ukrainy, Chorwacji, Bośni i Hercegowiny, Serbii, Czarnogóry oraz Republiki Komi w europejskiej Rosji. W Azji występuje na Syberii. W Nearktyce znany jest z Alaski, Kanady i głównej części Stanów Zjednoczonych, na południe sięgając do Nowego Meksyku.
W Polsce owada tego stwierdzono w Sudetach Zachodnich i Wschodnich, Beskidzie Śląskim, Gorcach, Tatrach, Pieninach, Bieszczadach, Roztoczu, Nizinie Śląsko-Łużyckiej oraz rezerwacie Olbina w Wielkopolsce. Na „Czerwonej liście gatunków zagrożonych Republiki Czeskiej” umieszczony jest jako gatunek zagrożony wymarciem (EN).